# Adriano Giovannetti
Adriano Giovannetti (* 20. April 1884 in Montegiorgio; † 7. Mai 1958 in Turin) war ein italienischer Filmregisseur und Drehbuchautor.

## Leben
Giovannetti war Journalist und widmete sich im Alter von 35 Jahren dem Drehbuchschreiben; bezahlt wurde er dafür von der „Itala Film“. Ab dem Jahr darauf, 1920, war er auch als Regisseur seiner eigenen Geschichten aktiv, schrieb aber weiterhin auch Stoffe für andere. Schon 1924 beendete er diese Episode seines Lebens wieder. Zehn Jahre später kam es zu einer einmaligen Rückkehr, als Giovannetti Si fa così!… inszenierte, seinen einzigen Tonfilm.
Als Journalist war er ab 1927 wieder für Cine Mondo, Giornale di Genova und andere Zeitschriften tätig; darüber hinaus erschien der Roman Figure mute.

## Filmografie (Auswahl)
- 1920: Il faro n. 13
- 1934: Si fa così!…

## Veröffentlichung
- 1929: Figure mute. Turin, Quartara editore. 299 S.